# Вълнолом
Вълнолом, (на английски: breakwater) – хидротехническо съоръжение в море, езеро, водохранилище или река, предназначено за защита на бреговата линия или акваторията на пристанището от вълни, течения, лед или наноси. Обикновено е свързан с брега, но има вълноломи, които са изцяло във водата без връзка с брега.

## Класификация
Има следните типове вълноломи: гравитационен тип, наколни (пилонни), плаващи, хидравлични, пневматични, заградителни (обкръжени от водното пространство) и брегозащитни (разположени непосредствено до брега).

Вълноломите от гравитационен тип се делят на насипни, във вид на вертикална стена и смесени. Всеки вид може да се построи по няколко начина. Например, вълноломите от тип вертикална стена могат да се направят от затворени кухини с голям диаметър, масиви от бетонни или стоманобетонни елементи. Те от своя страна могат да бъдат изградени от блокове с различна форма. 
- В Общомедия има медийни файлове относно Вълнолом